# Babeth Étienne
Pour les articles homonymes, voir Étienne.
Élisabeth Étienne, dite Babeth Étienne, connue aussi sous le nom de Babette Étienne, née le 6 juin 1957 à Suresnes, est une actrice française. Elle joue le rôle d'une des gendarmettes aux côtés de Louis de Funès dans Le Gendarme et les Gendarmettes de Jean Girault. Elle est connue pour avoir été la deuxième épouse de Johnny Hallyday.

## Biographie
Élisabeth Étienne naît le 6 juin 1957 à Suresnes.
Le 1er décembre 1981, à Los Angeles, elle épouse Johnny Hallyday,, qu'elle a connu au mariage d'Eddy Mitchell en mai 1980. Après deux mois d'union,, ils se séparent, annonçant leur rupture le 3 février 1982 ; leur divorce est officiellement prononcé le 23 février 1983.
Johnny Hallyday dit d'elle : « C’était une femme douce, saine, discrète, toujours de bonne humeur, facile à vivre et désintéressée » ; « Lorsque nous avons divorcé […] elle n’a pas essayé de profiter de la situation. Avec le recul, je m’aperçois qu’elle a été l’une des femmes les plus dignes de ma vie » ; et encore : « Une trop gentille fille dans le corps d’une femme fatale ».
Par la suite, elle rencontre un industriel fortuné d'origine allemande, Otto Kern. Ensemble, ils ont un fils, né en 1988, Otto Amadeus Kern. C'est ensuite qu'elle met un terme à sa carrière.

## Filmographie

### Cinéma
- 1982 : Le Gendarme et les Gendarmettes de Jean Girault : la « gendarmette »  Marianne Bonnet
- 1984 : Femmes de personne de Christopher Frank : Julie
- 1995 : La Cité des enfants perdus de Marc Caro et Jean-Pierre Jeunet : Miette, à 37 ans

### Télévision
- 1988 : Anges et loups de Boramy Tioulong (série télévisée) : Gaëtane

## Discographie
Sous le nom de Babeth :
- Bébé reggae, Carrere, 1981[11] - 45 tours

## Publication
En décembre 2020, Babeth Étienne publie le livre Je me souviens de nous, où elle évoque son histoire d'amour avec Johnny Hallyday.